# City of Life and Death
Pour plus de détails, voir Fiche technique et Distribution.
City of Life and Death (南京！南京！, Nanjing, Nanjing) est un film chinois écrit et réalisé par Lu Chuan, sorti en 2009.
Le film, en noir et blanc, porte sur le massacre de Nankin.
Sorti en salles le 22 avril 2009 en Chine, il fut diffusé dans environ 500 salles, et rapporta ¥120 millions en dix jours.
Le film est sorti en France le 21 juillet 2010.

## Synopsis
Le film débute en 1937, au début de la Seconde Guerre sino-japonaise, lorsque l'Armée impériale japonaise investit Nankin, alors capitale de la République de Chine. Au terme de la bataille de Nankin, les troupes japonaises se livrent à un terrible massacre à l'encontre des civils chinois. Après le massacre, le film suit la vie de divers personnages, durant plusieurs mois, dans la ville ravagée : un enfant chinois qui tente de survivre ; un jeune soldat japonais traumatisé par la guerre ; l'Allemand John Rabe, qui s'efforce de sauver la population ; une jeune institutrice chinoise, employée dans la zone de sûreté ; un Chinois, assistant de John Rabe et qui, après le rappel de ce dernier en Allemagne, essaie de sauver sa famille en collaborant avec les Japonais.

## Fiche technique
- Réalisation et scénario : Chuan Lu
- Production : John Chong, Sanping Han (en), Hong Qin, Andy Zhang et Li Zhou
- Musique originale : Tong Liu
- Photographie : Yu Cao
- Montage : Yun Teng
- Décors : Yi Hao
- Pays :  Chine -  Hong Kong
- Langue : mandarin, anglais, dialecte du jangsu
- Format : noir et blanc - 2,20 : 1 - Dolby Digital
- Genre : Guerre
- Durée : 135 minutes
- Dates de sortie : 
  -  Chine : 22 avril 2009
  -  Hong Kong : 7 mai 2009
  -  France : 7 juillet 2010 [réf. nécessaire]

## Distribution
- Liu Ye : Lu Jianxiong
- Gao Yuanyuan : Mlle Jiang
- Fan Wei : M. Tang
- Hideo Nakaizumi : le soldat japonais Kadokawa
- John Paisley : John Rabe, le personnage historique y apparaît également. Son histoire a été évoquée la même année dans un autre film, John Rabe, le juste de Nankin, sorti vingt jours avant City of Life and Death[4].
- Junichi Kajioka (V. F. : Philippe Siboulet) : M. Tomita

## Particularités
Lu a déclaré que le film n'avait pas de « héros », préférant montrer à la fois l'horreur du massacre et le comportement humain de personnes ordinaires. La BBC le décrit comme « un film sombre, avec des scènes de viol, de meurtre et de cruauté ».
Selon Lu, le film s'adresse à la fois à un public chinois et japonais. Son objectif est de montrer aux spectateurs japonais la réalité du massacre et les raisons pour lesquelles de nombreux Chinois ressentent de la colère à l'encontre du Japon, encore aujourd'hui. Mais il s'agissait également de contrer l'image, en Chine, de Japonais uniformément monstrueux ou inhumains : « Il est très important de montrer aux Chinois que les Japonais sont des êtres humains – et pas des bêtes. » Pour cela, Lu fit du soldat japonais Kadokawa l'un des personnages principaux du film. Kadokawa, « dont le comportement, dans la barbarie ambiante, reflète une culpabilité de plus en plus insupportable, au point qu'à la fin du film il libère deux Chinois et se suicide ». Lu affirma vouloir marquer sa différence avec les films précédents au sujet du massacre :

« Les films de guerre chinois sont tous sur le même format, les Chinois sont braves, les Japonais monstrueux. Là, les gens voient tout à coup la réalité, les jeunes surtout réagissent très bien, ils revoient plusieurs fois le film. »

Il s'appuya notamment sur la lecture de carnets intimes de soldats japonais.
Les personnages japonais sont incarnés par des acteurs japonais. Lu expliqua à Xinhua qu'il avait eu quelques difficultés à trouver des acteurs japonais. Il ajouta que plusieurs d'entre eux avaient été bouleversés pendant le tournage :

« Ils pleuraient et ont demandé à partir parce que les atrocités lors du massacre, comme les viols et les tueries, les rendaient fous. Je pense que leur douleur et leur confusion sont exactement ce que je voulais présenter dans ce film. »

En Chine, il fallut un an avant que le film ne soit accepté par les censeurs et soutenu par China Film, permettant sa diffusion. Lu déclara qu'il espérait voir le film diffusé également au Japon.

## Réactions
Les réactions du public chinois au film furent très variées. Certains louèrent ce film émouvant, tandis que d'autres l'accusèrent de présenter les soldats japonais avec trop d'humanité. Le film suscita des débats sur Internet occupant « des milliers de pages ». Lu reçut une lettre le menaçant de mort ainsi que plusieurs menaces de mort sur son blog.

## Récompenses
- Festival international du film de Saint-Sébastien 2009 : 
  - Coquille d'or du meilleur film
  - Prix du jury pour la meilleure photographie